# SMS Radetzky
SMS Radetzky (нем. Его Величества Корабль «Радецкий») — австро-венгерский броненосец-додредноут типа «Радецкий». Участвовал в Первой мировой войне в составе ВМС Австро-Венгрии, в ходе войны участвовал в ряде бомбардировок итальянских городов и стычек с кораблями Франции, Италии и Черногории. В конце войны корабль планировалось передать флоту новообразованного Государства сербов, хорватов и словенцев (будущей Югославии), однако югославские моряки отдали корабль американцам. Вскоре корабль передали Италии, где он и был пущен на слом.

## Строительство
«Радецкий» был построен на верфях Триеста. Заложен 26 ноября 1907. Для строительства этого броненосца Австро-Венгрия использовала материалы собственного производства, и лишь материалы из дерева тик ей пришлось ввозить из-за границы для обустройства палубы. Спуск корабля состоялся 3 июля 1909, ввод в состав флота — 15 января 1911. В разные годы на корабле служили от 880 до 890 человек.

## Характеристики

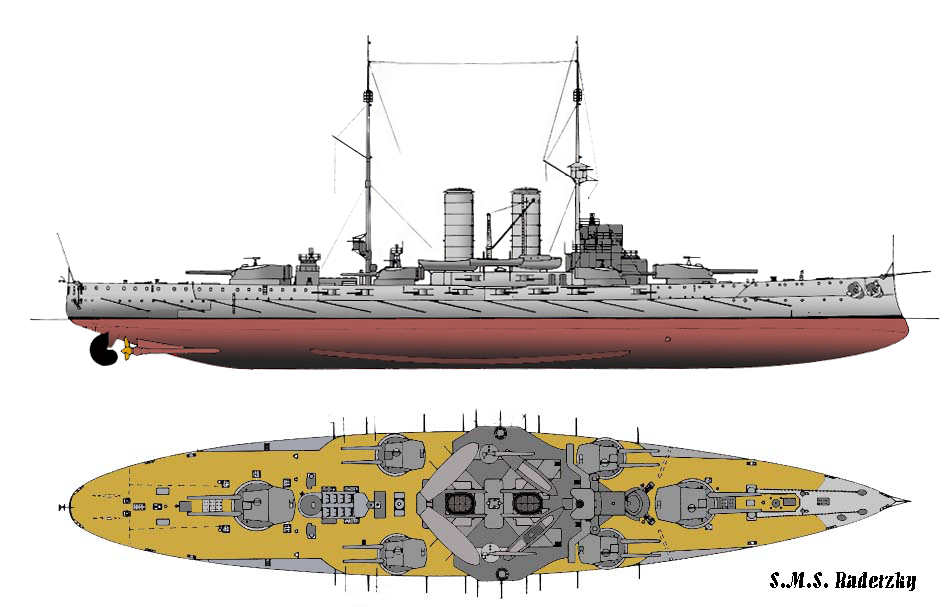
Схема броненосца «Радецкий»

Размеры броненосца: 138,8 м длина, 24,6 м ширина и 8,1 м осадка. Водоизмещение в среднем 14700 т. Главная энергетическая установка: две четырёхцилиндровые паровые машины тройного расширения с мощностью почти в 20 тысяч л.с. и скоростью в 20,5 узлов. Дальность плавания: 4000 морских миль при 10 узлах.
Основное вооружение корабля составляли три батареи: четыре 305-мм орудия длиной  в 45 калибров (L/45) в двух главных орудийных башнях, восемь 240-мм орудий в четырёх боковых орудийных вторичных башнях и третья по силе батарея — двадцать 100-мм орудий L/50 в казематных установках, два 66-мм орудия для наземного обстрела, пять 47-мм (четыре типа L/44 и одно типа L/33) скорострельных орудий. Также были три торпедных аппарата калибром 450 мм.

## Служба

### До войны
Первый визит «Радецкий» нанёс в Великобританию в июне 1911 года во время коронации Георга V. В 1912 году с кораблями «Эрцгерцог Франц Фердинанд» и «Зриньи» броненосец участвовал в учениях, а также в параде в Ионическом море в знак протеста против Балканских войн (там же были другие крейсера — британский «Кинг Эдуард VII», итальянский «Аммиральо ди Сан Бон», французский «Эдгар Кине» и немецкий «Бреслау»). Все эти корабли под командованием британского адмирала Сесиля Бёрни пытались блокировать побережье Черногории и не дать сербам перебросить подкрепления к Скутари.
Во время операции «Радецкий» стал базой для гидросамолётов, которые совершали авианалёты на позиции сербов, однако эффективность налётов была небольшой, поскольку с броненосца можно было выпустить очень мало самолётов одновременно. Вскоре сербы оставили Скутари, который был занят группой международных сил. В 1913 году «Радецкий» и его два брата-броненосца «Эрцгерцог Франц Фердинанд» и «Зриньи» были переведены во 2-й дивизион кораблей.

### Первая мировая война
«Радецкий» был задействован в операции для прикрытия немецких кораблей «Гёбена» и «Бреслау» в самом начале войны, а после их прорыва через Средиземноморье вернулся в порт. Когда французы высадились на горе Ловчен в октябре 1914 года для помощи черногорцам и атаки австрийцев под Катаро, 15 октября австрийцы вызвали на подмогу флот. «Радецкий» возглавил морскую группу, поскольку его орудия обладали большей дальностью обстрела. 21 октября обстрел из 305-мм орудий броненосца вынудил французов снять свои войска и оставить позиции.
23 мая 1915 «Радецкий» начал бомбардировку итальянского и черногорского побережий сразу же после объявления войны Австрии от Италии. Основной целью была военно-морская база в Анконе, а побережье Черногории было второстепенным. Во время обстрела Анконы «Радецкий» отправился на юг для атаки и, не встретив противника, обстрелял Термитские острова и ряд городов. Покинув залив Манфредония, «Радецкий» столкнулся с двумя итальянскими эсминцами. Один из них сумел вырваться из кольца окружения, второй был серьёзно повреждён. После того, как австрийцы узнали о подходе подкрепления, они оставили поле боя и прекратили попытки захватить повреждённый эсминец. По пути на базу в Пулу «Радецкий» сумел уничтожить железнодорожный мост близ города Фермо, что привело к гибели 63 солдат и гражданских лиц.
Обстрел Анконы не привёл к ожидаемому успеху, и масштаб боевых действий флота Австро-Венгрии уменьшился. Впрочем, в результате обстрела итальянские войска задержались на две недели, что позволило австрийцам укрепить свои позиции на итальянской границе, сняв войска с Балкан и Восточного фронта. До конца войны корабли Австро-Венгрии оставались в Пуле. Запасы топлива подходили к концу, а вскоре флот был заблокирован в заливе Отранто. Адмиралу Антону Хаусу оставалось только снижать численное превосходство солдат противника путём установки мин и атак с подлодок.

### После войны
В октябре 1918 года Австрия приняла решение отдать весь свой флот новообразованной Югославии, чтобы Италии не достались никакие военные репарации. 10 ноября 1918 югославские солдаты захватили «Радецкий» и «Зриньи», выведя их из Пулы. По пути им попались итальянские корабли, но югославы подняли военно-морские флаги США и отплыли на юг. В Спалато эскадрон подлодок ВМС США принял сдачу броненосцев. Однако согласно условиям мирного договора Австрия вынуждена была всё же отдать свои корабли частично итальянцам. В 1920 году «Радецкий» попал в руки итальянцев и вскоре там был пущен на слом.